# Dick Institute
Dick Institute er et museum og bibliotek i Kilmarnock, Skotland. Det er det største museum og galleri i det gamle county Ayrshire, og er også centralbibliotek for East Ayrshire.
En del af museets samlinger gik tabt i en brand i 1911. Det blev brugt som hjælpehospital under anden verdenskrig.